# Голубівка (Барська міська громада)
Голубі́вка (пол. Hołubówka, Hołobówka) — село в Україні, у Барській міській громаді Жмеринського району Вінницької області. 

## Історія
12 червня 2020 року, відповідно до Розпорядження Кабінету Міністрів України № 707-р «Про визначення адміністративних центрів та затвердження територій територіальних громад Вінницької області», увійшло до складу Барської міської громади.
19 липня 2020 року, в результаті адміністративно-територіальної реформи та ліквідації Барського району, село увійшло до складу Жмеринського району.

## Пам'ятки
У селі є пам'ятки:
- Пам'ятник 62 воїнам-односельчанам, загиблим на фронтах Великої Вітчизняної війни[5], 1969. Пам'ятка розташована біля клубу.

## Визначні уродженці
Кордон Григорій  Михайлович — український військовик, учасник російсько-української війни

## Галерея

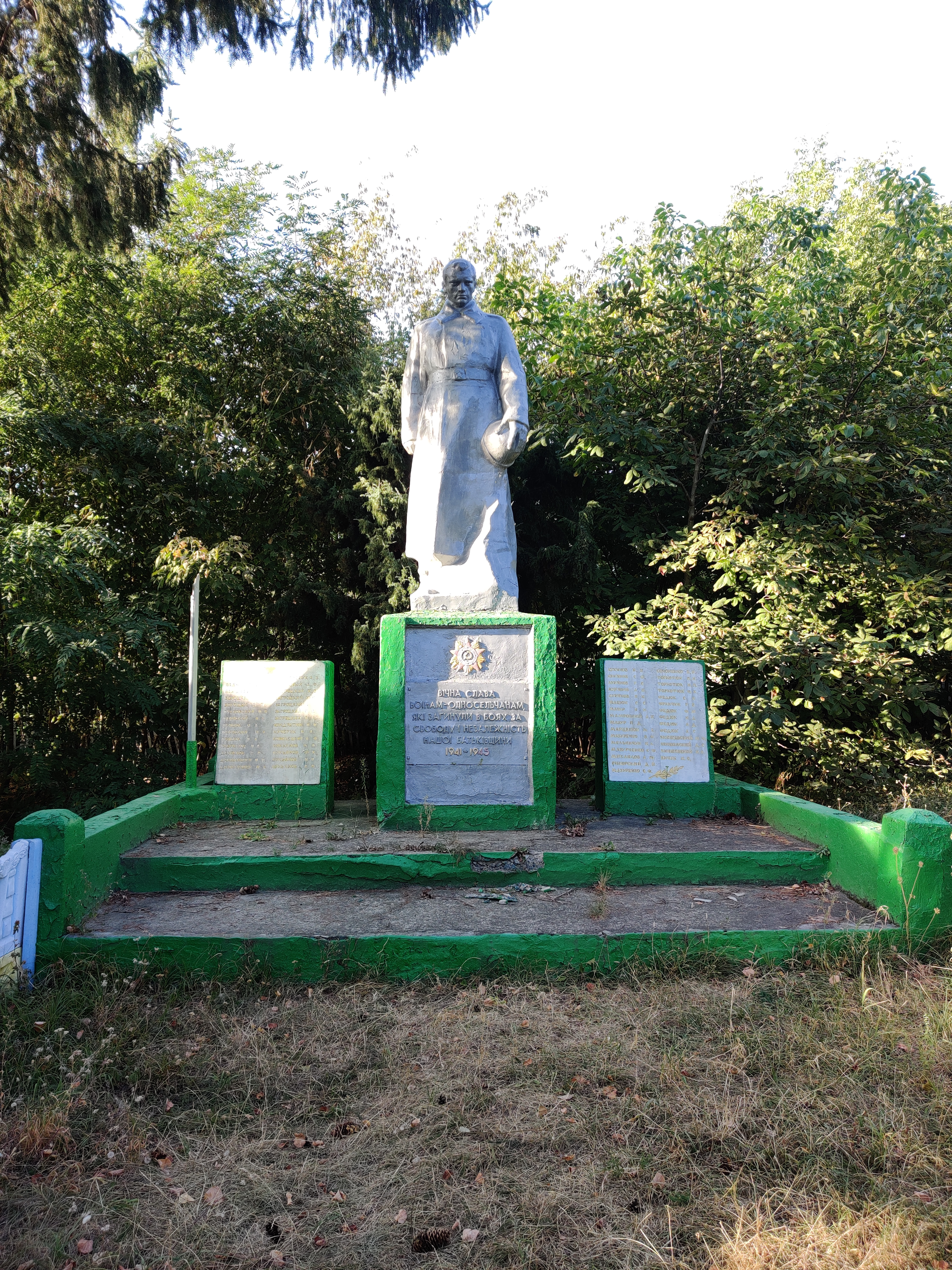
Пам'ятник 62 воїнам-односельчанам